# Montaut, Dordogne
Montaut là một xã của Pháp, nằm ở tỉnh Dordogne trong vùng Aquitaine của Pháp.
Montaut có diện tích 16,16 km2, dân số năm 2007 là 108 người.

## Thông tin nhân khẩu
| Năm    | 1962 | 1968 | 1975 | 1982 | 1990 | 1999 | 2007 |
| ------ | ---- | ---- | ---- | ---- | ---- | ---- | ---- |
| Dân số | 146  | 123  | 103  | 107  | 105  | 114  | 108  |